# Klonari
Klonari (griechisch Κλωνάρι) ist eine Gemeinde im Bezirk Limassol in der Republik Zypern. Bei der Volkszählung im Jahr 2021 hatte sie 20 Einwohner.

## Name
Einer Version zufolge stammt der Name des Dorfes von seiner Form, die einem Ast ähnelte. Das Dorf, zusammen mit dem benachbarten Vikla, waren Gehöfte, wo Weinreben, Oliven und Johannisbrotbäume angebaut wurden. Klonari wurde parallel zu der in der Gegend vorhandenen Straße in einer an einen Ast erinnernden Form entwickelt.

## Lage und Umgebung

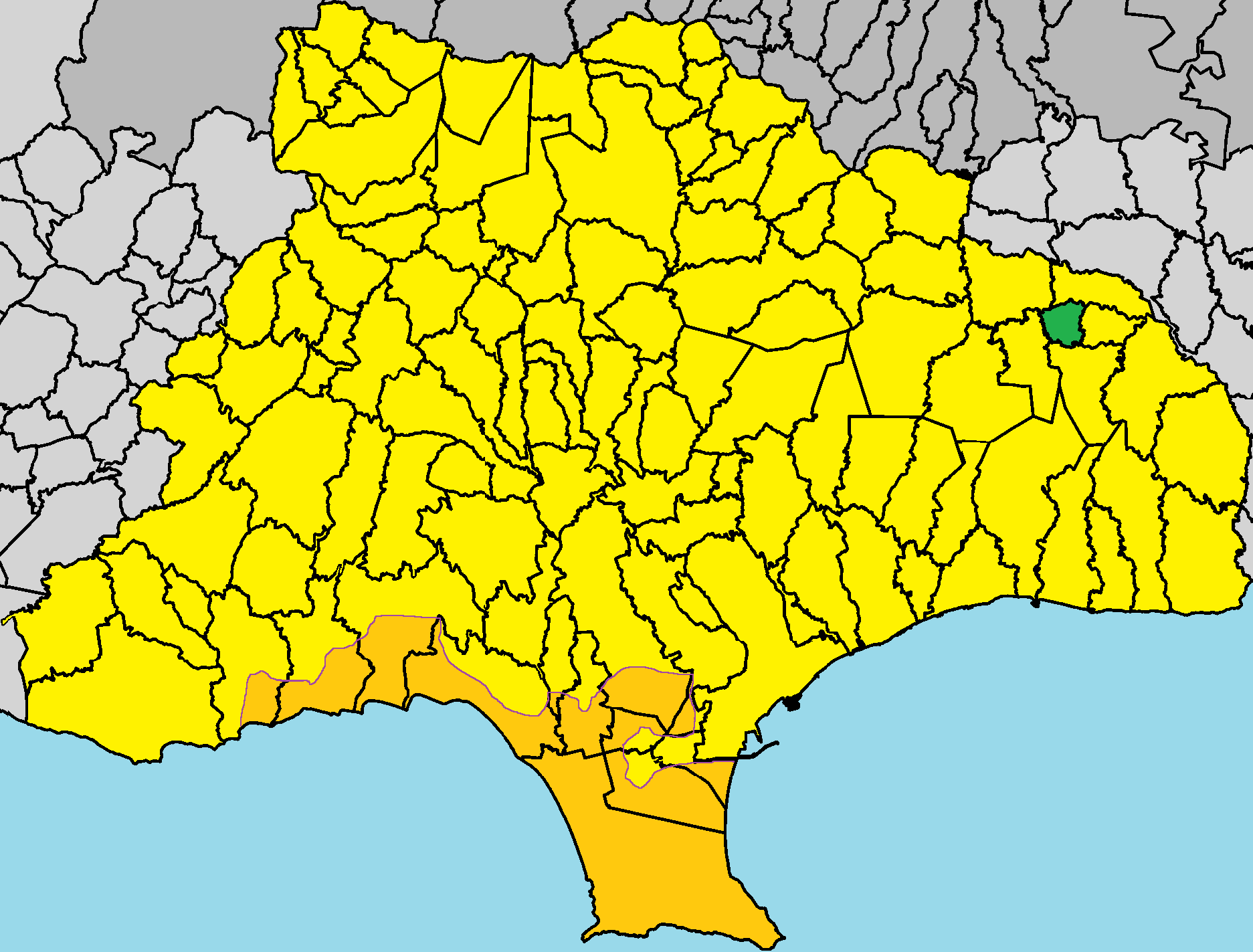
Lage im Bezirk Limassol

Klonari liegt im Süden der Mittelmeerinsel Zypern auf einer Höhe von etwa 455 Metern, etwa 27 Kilometer nordöstlich von Limassol. Das etwa 3,23 Quadratkilometer große Dorf grenzt im Westen grenzt es an Kellaki, im Nordwesten an Episkopi, im Norden an Sanida, im Osten an Vikla und im Südosten an Arakapas.